# Taygetis pseudorufomarginata
Taygetis pseudorufomarginata är en fjärilsart som beskrevs av Andreas Bergmann 1929. Taygetis pseudorufomarginata ingår i släktet Taygetis och familjen praktfjärilar. Inga underarter finns listade i Catalogue of Life.